# 루버 (영화)
《루버》(영어: Rubber)는 프랑스에서 제작된 캉탱 뒤피외 감독의 2010년 독립 공포 코미디 영화이다. 스티븐 스피넬라 등이 출연하였고, 쥘리앵 베를랑 등이 제작에 참여하였다.

## 줄거리
한 영화를 감상하려는 관객들이 캘리포니아 사막에 모인 가운데 갑자기 생명이 깃든 타이어 로버트가 염력으로 주변에서 연쇄 살인을 저지르기 시작한다.

## 출연진
- 스티븐 스피넬라
- 잭 플로트닉
- 록산 메스키다
- 윙스 하우저
- 이선 콘
- 찰리 쿤츠
- 헤일리 홈스
- 헤일리 램
- 대니얼 퀸
- 데빈 브로슈
- 태라 진 오브라이언
- 데이비드 보
- 블레이크 로빈스
- 레미 손
- 서실리아 앤트워넷
- 토머스 F. 더피
- 코트니 테일러
- 제임스 파크스

## 기타 제작진
- 라인 제작: 요제프 릭
- 협력 제작: 요제프 릭
- 배역: 도나 머롱
- 분장 부문: 아키코 마츠모토
- 제작 관리: T. 스콧 카이너